# 三百角形
三百角形（さんびゃくかくけい、さんびゃくかっけい、trihectagon）は、多角形の一つで、300本の辺と300個の頂点を持つ図形である。内角の和は53640°、対角線の本数は44550本である。

## 正三百角形
正三百角形においては、中心角と外角は1.2°で、内角は178.8°となる。一辺の長さが a の正三百角形の面積 S は
{\displaystyle S=75a^{2}\cot {\frac {\pi }{300}}}

### 正三百角形の作図
正三百角形は定規とコンパスによる作図が不可能な図形である。
正三百角形は折紙により作図が不可能な図形である。